# Джангишиев, Эльдар Магомедович
Эльдар Магомедович Джангишиев (азерб. Eldar Cankişiyev; 26 июля 1994, Махачкала, Дагестан, Россия) — российский и азербайджанский футболист.

## Клубная карьера
Является воспитанником «Анжи». С 2011 по 2012 годы играл за молодёжную команду. В сезоне 2012/13 провёл 1 матч за азербайджанский клуб «Сумгаит» в Премьер-лиге. В середине 2010-х годов был капитаном любительского клуба «Политех» из Махачкалы.

## Международная карьера
В мае 2011 года Джангишиев был вызван в юниорскую сборную Азербайджана. За юниорскую сборную Азербайджана провёл 3 игры.